# Général Bonaparte (Schiff, 1923)
Die Général Bonaparte war ein französisches Post- und Passagierschiff, das zwischen Nizza und Ajaccio auf Korsika verkehrte.  Es wurde am 19. Mai 1943 etwa 40 Seemeilen von Nizza entfernt durch das britische U-Boot Sportsman torpediert und versenkt.

## Bau und technische Daten
Das Schiff wurde 1923 auf der Werft Chantiers et Ateliers de Provence in Port-de-Bouc, Frankreich, für die Reederei Compagnie Fraissinet gebaut. Es war 96,12 m lang und 13,63 m breit, hatte 7,44 m Tiefgang und war mit 2796 BRT vermessen.  Es hatte eine Dreifach-Expansions-Dampfmaschine mit 434 nominalen PS.

## Die Versenkung
Nach der italienischen Besetzung von Korsika im November 1942 waren, gemäß einer Verordnung der Vichy-Regierung, insgesamt 18 französische Passagier- und Frachtschiffe befugt bzw. damit beauftragt, die Schiffsverbindungen nach Korsika aufrechtzuerhalten. Am 19. Mai 1943 verließ die Général Bonaparte, unter Kapitän Guillaume Quéré, den Hafen von Ajaccio mit 199 Passagieren, einer Besatzung von 68 Mann und etwa 350 Tonnen Fracht. Um 14.30 Uhr, noch ungefähr 40 Seemeilen von Nizza entfernt, bemerkte der Kapitän zwei Torpedolaufbahnen, die auf das Schiff zuliefen, und befahl das sofortige Verlassen des Schiffs. Sekunden später wurde das Schiff von einer Torpedoexplosion im Heck erschüttert. Das britische U-Boot Sportsman, unter Lieutenant Richard Gatehouse, hatte das Schiff für einen Truppentransporter gehalten. Zwei Boote und eine Anzahl Rettungsflöße konnten noch zu Wasser gelassen werden, ehe das Schiff auf der Position 43° 1′ N, 7° 40′ O sank. 137 Menschen kamen dabei ums Leben, darunter Kapitän Quéré. Die beiden deutschen Torpedoboote TA 11 und TA 10 – die ehemaligen französischen Boote L'Iphigénie und La Pomone – die unter dem Befehl von Korvettenkapitän Konrad Loerke auf der Fahrt von La Spezia nach Toulon waren, eilten herbei und nahmen, trotz der Anwesenheit des feindlichen U-Boots, insgesamt 148 Überlebende an Bord und brachten sie nach Toulon.

## Nachspiel
Am 13. Juli 1948, dem Geburtstag von Kapitän Guillaume Quéré, wurde ein neues Post- und Passagierschiff der Reederei zu seinem Andenken Commandant Quéré getauft.
Nach Kriegsende wurde Korvettenkapitän Loerke als Kriegsverbrecher gesucht, da man ihn beschuldigte, die Général Bonaparte torpediert zu haben. Seine wahre Rolle bei der Katastrophe wurde jedoch durch die Überlebenden bezeugt. Am 19. Februar 1959 wurde Loerke, inzwischen Fregattenkapitän und deutscher Marineattaché in Frankreich, in Paris von Admiral Henri Nomy, dem französischen Admiralstabschef, für seine Rettungstat im Kriege mit dem Offizierskreuz der Ehrenlegion ausgezeichnet.